# Miyabi Onitsuka
Miyabi Onitsuka –en japonés, 鬼塚雅, Onitsuka Miyabi– (Kumamoto, 12 de octubre de 1998) es una deportista japonesa que compite en snowboard, especialista en las pruebas de slopestyle y big air.
Ganó cinco medallas en el Campeonato Mundial de Snowboard entre los años 2015 y 2023. Adicionalmente, consiguió cuatro medallas en los X Games de Invierno.
Participó en dos Juegos Olímpicos de Invierno, en los años 2018 y 2022, ocupando el octavo lugar en Pyeongchang 2018, en la prueba de big air.

## Medallero internacional
| Campeonato Mundial | Campeonato Mundial     | Campeonato Mundial | Campeonato Mundial |
| Año                | Lugar                  | Medalla            | Prueba             |
| ------------------ | ---------------------- | ------------------ | ------------------ |
| 2015               | Kreischberg (Austria)  | Medalla de oro     | Slopestyle         |
| 2017               | Sierra Nevada (España) | Medalla de bronce  | Slopestyle         |
| 2021               | Aspen (Estados Unidos) | Medalla de bronce  | Big air            |
| 2023               | Bakuriani (Georgia)    | Medalla de plata   | Big air            |
| 2023               | Bakuriani (Georgia)    | Medalla de bronce  | Slopestyle         |

| X Games de Invierno | X Games de Invierno    | X Games de Invierno | X Games de Invierno |
| Año                 | Lugar                  | Medalla             | Prueba              |
| ------------------- | ---------------------- | ------------------- | ------------------- |
| 2020                | Aspen (Estados Unidos) | Medalla de oro      | Big air             |
| 2020                | Hafjell (Noruega)      | Medalla de plata    | Big air             |
| 2021                | Aspen (Estados Unidos) | Medalla de plata    | Big air             |
| 2022                | Aspen (Estados Unidos) | Medalla de bronce   | Big air             |